# Kembang Damai
Kembang Damai is een bestuurslaag in het regentschap Rokan Hulu van de provincie Riau, Indonesië. Kembang Damai telt 2877 inwoners (volkstelling 2010).